# Toluen
Toluen, metylobenzen – organiczny związek chemiczny z grupy węglowodorów aromatycznych, stosowany często jako rozpuszczalnik organiczny. Znajduje się w wykazie prekursorów środków odurzających.

## Otrzymywanie
Otrzymywany jest w wyniku katalitycznego reformowania ropy naftowej lub frakcyjnej destylacji smoły pogazowej albo na drodze destylacji
balsamu peruwiańskiego z południowoamerykańskiego drzewa woniawca balsamowego (Myroxylon balsamum).

## Właściwości
Toluen jest bezbarwną cieczą o przyjemnym, intensywnym zapachu. Nie miesza się z wodą, jest natomiast mieszalny z większością rozpuszczalników organicznych. Toluen jest substancją łatwopalną, w postaci płynnej spala się żółtym, silnie kopcącym płomieniem.

## Historia
Toluen został po raz pierwszy wyizolowany i scharakteryzowany w latach 1837–1838, jako jeden z produktów destylacji żywicy przez Filipa Neriusza Waltera i Pierre'a Josepha Pelletiera. Nadali mu oni nazwę rétinnaphte. Z kolei Henri Étienne Sainte-Claire Deville w 1841 r. wyizolował toluen z balsamu Tolu, uważając go za związek izomeryczny z rétinnaphte. Nadał mu nazwę benzoène, co Jacob Berzelius w 1843 r. uznał za nieodpowiednie i zaproponował nazwę toluin. W 1850 r. Auguste Cahours uzyskał ten związek podczas suchej destylacji drewna, nazywając go toluène.

## Zastosowanie
Znajduje zastosowanie jako surowiec i rozpuszczalnik w wielu dziedzinach przemysłu organicznego, farmaceutycznego, tworzyw sztucznych do produkcji materiałów wybuchowych (trotyl), barwników, detergentów i perfum oraz jako składnik wysokooktanowych paliw lotniczych. Ze względu na niską temperaturę krzepnięcia wykorzystuje się go również w cieczowych termometrach minimalnych (mierzących najniższą temperaturę powietrza jaka wystąpiła w ciągu doby na wysokości 2 m i 5 cm n.p.g) umieszczonych na terenie stacji i posterunków meteorologicznych.
Stosowany także do produkcji żelów, sprayów i farb do włosów oraz lakierów do paznokci.

## Zagrożenia
Pomimo znacznie mniejszej toksyczności od benzenu, toluen jest szkodliwy dla układu oddechowego, krwionośnego, rozrodczego, nerwowego i immunologicznego, nerek i wątroby. Krytycznym narządem dla działania toluenu jest jednak układ nerwowy, ponieważ wykazuje on wysokie powinowactwo do tkanek bogatych w lipidy, w których, jako związek niepolarny, jest rozpuszczalny. W zatruciu tym związkiem występuje początkowo wzmożenie pobudliwości, a po pewnym czasie zaczyna występować depresja. Działanie jest silniejsze niż w przypadku podobnego w działaniu benzenu, jednakże powoduje mniejsze uszkodzenia układu krwiotwórczego (dysplazja szpiku kostnego, zmniejszenie stężenia protrombiny, niedokrwistość występują stosunkowo rzadko). Zjawisko to ma uzasadnienie ze względu na szybszą biotransformację tego związku, w wyniku której powstają nietoksyczne, ulegające wydaleniu metabolity.
Toluen wykazuje również działanie embriotoksyczne, fetotoksyczne – skutkiem narażenia zarodka lub płodu na toluen jest małogłowie oraz opóźnienie rozwoju zarówno umysłowego, jak i fizycznego, a także zniekształcenia twarzoczaszki i kończyn. Badania nie wykazały działania genotoksycznego i kancerogennego.

### Zatrucie ostre
Objawy są efektem działania depresyjnego na układ nerwowy. Początkowo pojawiają się ospałość oraz zmęczenie. Ze wzrostem stężenia w oparach pojawiają się bóle głowy, podrażnienie błon śluzowych dróg oddechowych i podrażnienie oczu, uczucie odurzenia. Przy wyższych stężeniach występuje niezborność ruchów, mdłości, drgawki, utrata przytomności. Bardzo duże dawki powodują blok przedsionkowo-komorowy, co skutkuje ostrą niewydolnością komorową oraz migotaniem komór.

### Zatrucie przewlekłe
Długotrwałe narażenie na toluen (np. w środowisku pracy) skutkuje niewydolnością nerek, objawiającą się w postaci proteinurii, obecnością muronidazy i beta-glukuronidazy. Obserwuje się ponadto neuropatię obwodową, zmiany osobowości, drżenia, pogorszenie funkcji poznawczych oraz pamięci, ubytki słuchu, chwiejność emocjonalną.